# Полацки рејон
Полацки рејон (блр. Полацкі  раён; рус. Полоцкий район) административна је јединица другог нивоа у северном делу Витепске области на крајњем северу Републике Белорусије. 
Административни центар рејона је град Полацк који има статус града обласне субординације, баш као и град Новаполацк.

## Географија
Полацки рејон обухвата територију површине 3.137,78 км² и највећи је по површини међу рејонима Витепске области, односно на 4. месту међу рејонима у земљи. Граничи се са Расонским рејоном на северу, на истоку су Гарадочки и Шумилински рејон, на југу је Ушачки, док су на западу Глибочки, Мјорски и Горњодвински рејони. На североистоку се граничи са Псковском облашћу Руске Федерације.
Територија Полацког рејона простире се у преко географске области познате као Полацка низија. Највећи део територије лежи на надморским висинама између 125 и 150 метара, док је највиша тачка на 180 метара. Низијским рељефом рејона доминирају бројни хидрографски објекти, од којих је чак 312 језера и 65 река. Најважнији водоток је река Западна Двина која заједно са својим притокама Обаљем, Сосницом, Полотом, Турављанком, Ушачом и другима одводи воде са овог подручја ка Балтичком мору. Од укупно 106 км² ујезерене територије, највећа језерска површина је језеро Јанова са површином од 7,7 км².
Клима је континентална, са јануарским просеком температура од -7,3°C, односно јулским од 17,5°C. Просечна сума падавина на годишњем нивоу је 662 мм. 
Под шумама је око 62% територије, док је свега 23% пољопривредно земљиште. 

## Историја
Полацки рејон успостављен је 17. јула 1924. као део пространијег Полацког округа (који је потом заменила Полацка област). У саставу Витепске области је од јануара 1954. године. У садашњим границама је од 2008. године.

## Демографија
Према резултатима пописа из 2009. на том подручју стално је било насељено 27.263 становника или у просеку 8,7 ст/км². Градови Полацк и Новаполацк са око 200.000 становника заједно као градови обласне субординације не улазе у састав рејона. 
| 1959.  | 1970.  | 1979.  | 1989.  | 1999.  | 2009.  | 2014. |
| ------ | ------ | ------ | ------ | ------ | ------ | ----- |
| 56.807 | 53.056 | 45.844 | 39.464 | 35.174 | 27.263 |       |

Основу популације чине Белоруси са 86,95% и Руси са 9,97% док остали чине 1,69% популације. 
Административно, рејон је подељен на подручје варошица Ветрина и Баравуха и на 17 сеоских општина. На територији рејона постоји укупно 405 насељених места. Административно средиште рејона налази се у граду Полацку.

## Саобраћај
Територију рејона пресецају важни железнички правци Витепск—Даугавпилс и Маладзечна—Невељ, те магистрални друмски правци Мјори—Полацк (Р14), Верхњедвинск—Витепск (Р20), Полацк—Расони (Р24), Глибокаје—Полацк (Р45) и Себеж—Лепељ (Р46)